# Mimoclystia toxeres
Mimoclystia toxeres là một loài bướm đêm trong họ Geometridae.